# Ma cây 3: Đội quân bóng tối
Ma cây 3: Đội quân bóng tối (tiếng Anh: Army of Darkness) là một bộ phim kinh dị được sản xuất năm 1992. Phim là phần thứ 3 tiếp theo trong chuỗi phim Ma cây, phần 1 được sản xuất năm 1981, phần 2 sản xuất năm 1987, phim của đạo diễn Sam Raimi với sự góp mặt của các diễn viên Bruce Campbell, Embeth Davidtz, Marcus Gilbert, Richard Timothy và Patrick Quill Grove. "Đội quân bóng tối" còn có tên gọi khác là Evil Dead III.

## Nội dung
Trong phim Ma Cây 3, câu thần chú vô tình đưa Ash trở về quá khứ, thời trung cổ, khi vua Athur còn đang trị vì. Lúc này cuộc chiến giữa 2 vùng nam-bắc diễn ra vô cùng ác liệt. Bị lầm tưởng là nội gián, anh bị bắt giam.
Tuy nhiên, khi bị bắt vào ngục, Ash đã giết được hai con quái vật và được phong làm anh hùng, anh được gán ghép với một cô gái tên là Sheila trong thành của Athur.. Ash là người duy nhất có khả năng tìm lại Necronomicon, "Quyển sách của người chết" để giúp đỡ người dân. Đó cũng là cách duy nhất giúp anh trở về thời hiện đại.
Bởi đọc sai lời chú, Ash đã vô tình đánh thức đoàn quân bóng tối. Nhiệm vụ của anh lúc bấy giờ là lãnh đạo mọi người, đương đầu với đội quân ma quỷ.